# 720 Degrees
720 Degrees sau 720° (In romana 720 de grade) este un joc de skateboarding  arcade creat de Atari Games in 1986 pentru NES, Game Boy Color, Commodore 64, Amstrad CPC si ZX Spectrum. Jocul este notabil pentru gameplay-ul de BMX simulator, fiind unul dintre primele jocuri dedicate sportului extrem.